# Callipallene brevirostris
Callipallene brevirostris är en havsspindelart som först beskrevs av Johnston, G. 1837.  Callipallene brevirostris ingår i släktet Callipallene och familjen Callipallenidae. Arten är reproducerande i Sverige. Inga underarter finns listade.